# Philonotis caespitosa
Philonotis caespitosa là một loài rêu trong họ Bartramiaceae. Loài này được Jur. mô tả khoa học đầu tiên năm 1862.